# Pwani (Tanzania)
Pwani is een van de regio's van Tanzania en ligt aan de oostkust van dat land. Het heeft een oppervlakte van ruim 32.000 vierkante kilometer. In 2012 telde de regio een kleine
1,1 miljoen inwoners. De regionale hoofdstad is Kibaha.

## Grenzen
De regio heeft een zeegrens:
- Met de Indische Oceaan in het oosten. Ten noordoosten van Pwani's kustlijn ligt het eiland Zanzibar met de drie Zanzibar-regio's.

Overige grenzen heeft Pwani binnenlands met vier andere regio's van Tanzania:
- Dar es Salaam die geheel door Pwani omsloten wordt en die ook Pwani's kustlijn in tweeën deelt.
- Tanga in het noorden.
- Lindi in het zuiden.
- Morogoro in het westen.

## Districten
De regio is onderverdeeld in zeven districten:
- Bagamoyo
- Kibaha Stad
- Landelijk Kibaha
- Kisarawe

- Mafia
- Mkuranga
- Rufiji

Het district Mafia bestaat uit het gelijknamige eiland, dat tot de Zanzibar-eilanden behoort.